# Дельпеш, Мишель
Мишель Дельпеш, (настоящее имя Жан-Мишель Дельпеш, фр. Jean-Michel Delpech; 26 января 1946, Курбевуа, департамент О-де-Сен — 2 января 2016) — французский певец, композитор и актёр.

## Биография
Родился в предместье Парижа Курбевуа, в департаменте О-де-Сен.
Рано увлёкся музыкой и свою первую группу организовал ещё учась в школе. В те годы познакомился с Роланом Венсаном (Roland Vincent) в соавторстве с которым написал свои первые песни. Они заинтересовали продюсеров из студии Вог (Vogue) и после заключения контракта был выпущен первый удачный сингл Anatole.
В 1965-м году он 6 месяцев принимал участие в музыкальном комедийном мюзикле Copains Clopant, который сделал певца очень популярным. 

В 1967-м он начал сотрудничество с известным импресарио Джонни Старком (Johnny Stark). В этом же году Мишель гастролирует по Советскому Союзу. Паскаль Луврие в книге «Michel Delpech. Mise à nu» пишет:
"…СССР. Тайна и очарование страны, о которой в то время знали очень мало… Турне длится один месяц. Москва, Ленинград, Казань и т. д. Мишель поёт по-французски. После каждой песни, переводчик переводит слова. «Представляете, как это нарушало ритм, говорит он мне (т.е Дельпеш автору). Не важно, всё получалось. Было столько воодушевления. После концерта меня окружала молодёжь, расспрашивала о Битлз и Роллинг Стоунс. Братские отношения рождались сами собой. Хоть мы и говорили на разных языках, мы понимали друг друга. Это было особенное турне. Милиция была повсюду, но это не мешало нам веселиться! Водка, грандиозные гулянки на волжских берегах, неизменно беззаботная обстановка. Незабываемые впечатления».
В 1968-м году выиграл престижную награду «Grand Prix du Disque Award» с хитом «Il y a des jours où on ferait mieux de rester au lit».
Пика своей карьеры музыкант достиг после перехода в звукозаписывающую компанию Barclay Records. В 1969 году он записывает песню «Wight is Wight» о фестивале на острове Уайт, ставшей популярной во Франции и за которую Дельпеш получил Золотой диск. 
В 1971 году Дельпеш записал свою самую известную песню «Pour un flirt».
Последним хитом певца в 70-е годы стала песня «Le Loir-et-Cher» (1976). 
Вплоть до 1983 года о Мишеле почти не было слышно, что во многом было вызвано депрессией после развода с женой Шанталь Симон (Chantal Simon). В тот период артист большей частью экспериментировал с различными религиями и практически забросил музыку.
В октябре 1992-го года музыкант вновь, после паузы почти в двадцать лет, дал несколько концертов, после чего опять исчез из поля зрения публики на пять лет. Лишь в 1997-м году вышел очередной альбом «Le roi de rien».
За ним последовали ещё четыре студийных альбома: «Cadeau de Noël» (1999), «Comme Vous» (2004), «Michel Delpech &…» (2006), «Sexa» (2009).
Альбом дуэтов «Michel Delpech &…», вышедший в декабре 2006, в январе следующего года возглавил French Albums Chart и оставался на вершине одну неделю (21-27 января 2007).

## Проблемы со здоровьем
Мишель Дельпеш долгое время боролся с онкологическим заболеванием (раком горла и языка).
Ещё в начале марта 2013 ему пришлось отменить из-за болезни все концерты. В октябре 2014 года, когда недуг отступил, Дельпеш снова смог петь и записал песню «La  fin du chemin» («Конец пути»): " Voici la fin de mon chemin sur terre / Je suis à toi, accueille-moi, mon père / Voici mon âme, séchez vos larmes, mes frères / Je m’en vais là où brille la lumière… "
В марте 2015 выпустил книгу «Vivre!», в которой рассказывал о своём опыте борьбы с болезнью и о том, как она повлияла на его внутренний мир.
В июне 2015 друг певца журналист Мишель Дрюкер, навестив Дельпеша в больнице, заявил, что «Дельпеш тихо угасает».

## Дискография

### Студийные альбомы
- 1966: Inventaire 66
- 1969: Il y a des jours où on ferait mieux de rester au lit
- 1970: Album
- 1974: Le chasseur
- 1975: Quand j'étais chanteur
- 1979: 5000 kilomètres
- 1986: Oubliez tout ce que je vous ai dit
- 1991: Les Voix du Brésil
- 1997: Le roi de rien
- 1999: Cadeau de Noël
- 2004: Comme Vous
- 2006: Michel Delpech &
- 2009: Sexa

### Сборники
- 1990: J'étais un ange
- 1999: Fan de toi (2 CDs)
- 2008: Fan de toi (3 CDs)
- 2008: Les 100 plus belles chansons
- 2009: Best of

### Live
- 1972: Olympia 1972
- 2005: Ce lundi-là au Bataclan
- 2007: Live au Grand Rex

### Синглы
- 1964 : «Anatole»
- 1964 : «Elle se moque de toi»
- 1965 : «Copains Clopants» (with Chantal Simon)
- 1965 : «Chez Laurette» (rereleased in 1970 and with Musidisc in 1978)
- 1965 : «T’en fais pas»
- 1965 : «Plus d’bac»
- 1966 : «Marie-toi Marie Jo» (rereleased in 1970)
- 1966 : «Inventaire 66»
- 1966 : «Quand on aime comme on s’aime»
- 1966 : «Le restaurant chinois» (rereleased in 1970)
- 1967 : «La Femme de l’an 3000»
- 1967 : «Il faut regarder les étoiles»
- 1967 : «Pour un coin de Pologne»
- 1968 : «Poupée cassée»
- 1968 : «Les p’tits cailloux blancs»
- 1969 : «Le Mauvais Jardinier»
- 1969 : «Wight is Wight»
- 1969 : «Quand la pluie tombe en été»
- 1970 : «Chérie-Lise»
- 1970 : «Un coup de pied dans la montagne»
- 1971 : «Le blé en herbe»
- 1971 : «La Vie, La Vie»
- 1971 : «Pour un flirt»
- 1972 : «Quand un soldat reviens»
- 1972 : «Même pendant la guerre on chante»
- 1972 : «Fan de toi»
- 1972 : «Que Marianne était jolie»
- 1973 : «Rimbaud chanterait»
- 1973 : «Les divorcés»
- 1973 : «Les aveux»
- 1973 : «Je pense à toi»
- 1974 : «Je l’attendais»
- 1974 : «Le chasseur (Les oies sauvages)»
- 1975 : «Quand j’étais chanteur»
- 1976 : «Ce lundi-là»
- 1976 : «Tu me fais planer»
- 1976 : «La fille avec des baskets»
- 1977 : «Fais un bébé»
- 1977 : «Le Loir et Cher»
- 1978 : «C’est ta chanson» (remake of «Your Song»)
- 1979 : «Trente manière de quitter une fille»
- 1979 : «Je cherche un endroit»
- 1980 : «Docker»
- 1981 : «Bombay»
- 1983 : «Animaux animaux»
- 1984 : «Loin d’ici»
- 1985 : «Rock en U.R.S.S.»
- 1986 : «J’peux pas dormir»
- 1986 : «Oubliez tout ce que je vous ai dit»
- 1987 : «Petite France»
- 1988 : «Ces mots-là»
- 1988 : «Fais glisser tes bas… ces mots-là»
- 1989 : «Pleurer le chanteur»
- 1990 : «J'étais un ange»
- 1991 : «Les voix du Brésil»
- 1992 : «Terre d’amour»